# Alice (canción de Pogo)
«Alice», en español «Alicia», es el sencillo debut del músico  Pogo. Fue lanzado en YouTube junto con el vídeo el 18 de junio de 2007.

## Descripción
La canción es una mezcla de sonidos provenientes de la película  Alicia en el País de las Maravillas de Walt Disney. Forma parte del EP Wonderland, que aparte de esta incluye otras tres canciones más. La canción tiene un estilo clásico acompañado por música electrónica. Es una de las canciones más antiguas del artista y por la cual, se hizo conocido en YouTube. Actualmente, el vídeo original cuenta con doce millones de visitas y creciendo. Tras el estreno de su primera obra, Pogo ha mantenido el contacto con la productora cinematográfica Disney, que actualmente posee algunas remezclas del artista compuestas por encargo de la misma. La canción ha sido puesta en venta a modo de descarga digital obteniendo resultados destacables.
Respecto a la razón que impulsó a Pogo para hacer una mezcla basada en  Alicia en el País de las Maravillas, se conoce por una entrevista al autor, que fue por la fascinación que sentía al ver el mundo del País de las Maravillas; esto impulsó al músico a componer una de sus primeras canciones reconocidas mundialmente. Pogo también cuenta en la misma entrevista que supo de esta película ya en su etapa adulta.

"Alicia en el País de las Maravillas" es una obra caprichosa y misteriosa. Fue una de esas películas que me tenían tan extasiado como a un niño [...].

"Alice" comenzó como un espécimen solitario. Existía sólo en mi iPod, y sólo yo la escuchaba cuando iba y venía en autobús todos los días por el trabajo. La canción fue mi primer experimento con la película "Alicia en el País de las Maravillas". Ya había trabajado en películas como "Chitty Chitty Bang Bang" u "Oliver" durante mi adolescencia, pero creo que fue mi novia la que me dio la idea cuando alquiló esta obra maestra de Walt Disney, años más tarde. Componer la canción me llevó no más de un día [...].